# 덕후투어
《덕후투어》는 2020년 9월 19일부터 방송 중인 카카오TV 오리지널 예능이다.

## 개요
한국에 오고 싶지만 올 수 없는 팬을 위해 K-pop 아티스트가 나섰다! 최애 아티스트가 소중한 추억을 담고 있는 아지트들을 '대신' 여행하고 여행 코스를 만드는 아이돌 성지순례 제작기!

## 출연진
- TXT (1회 ~ 4회)
- SF9 (5회 ~ 8회)
- Stray Kids (9회 ~ 12회)
- 오마이걸 (13회 ~ 16회)

## 방송 목록
| 2020년 | 2020년    | 2020년                            | 2020년 |
| 회차   | 방송일    | 부제                              | 비고   |
| ------ | --------- | --------------------------------- | ------ |
| 1      | 9월 19일  | TXT 범규 투어                     |        |
| 2      | 9월 26일  | TXT 휴닝카이 투어                 |        |
| 3      | 10월 3일  | TXT 수빈 투어&태현 투어 1탄       |        |
| 4      | 10월 10일 | TXT 태현 투어 2탄 & 연준 투어 1탄 |        |
| 5      | 10월 17일 | SF9의 첫 번째 추억여행            |        |
| 6      | 10월 24일 | SF9의 두 번째 추억여행            |        |
| 7      | 10월 31일 | SF9의 세 번째 추억여행            |        |
| 8      | 11월 7일  | SF9의 마지막 추억여행             |        |
| 9      | 11월 14일 | Stray Kids의 첫 번째 추억여행     |        |
| 10     | 11월 21일 | Stray Kids의 두 번째 추억여행     |        |
| 11     | 11월 28일 | Stray Kids의 세 번째 추억여행     |        |
| 12     | 12월 5일  | Stray Kids의 마지막 추억여행      |        |
| 13     | 12월 12일 | 오마이걸의 첫 번째 추억여행       |        |
| 14     | 12월 19일 | 오마이걸의 두 번째 추억여행       |        |
| 15     | 12월 26일 | 오마이걸의 세 번째 추억여행       |        |
| 2021년 |           |                                   |        |
| 16     | 1월 2일   |                                   |        |

## 같이 보기
- 카카오엔터테인먼트